# Sejm krakowski 1515
Sejm krakowski 1515 – sejm walny Korony Królestwa polskiego zwołany 18–26 grudnia 1514 roku do Krakowa.
Sejmiki przedsejmowe odbyły się: proszowski w 25 stycznia, średzki 18 stycznia, generalny korczyński 29 stycznia i generalny pruski w Grudziądzu 21 stycznia 1515 roku.  
Obrady sejmu trwały od 12 lutego do 5 marca 1515 roku